# Reuss-Untergreiz I
Reuss-Untergreiz I fue un señorío ubicado en el actual estado de Turingia que existió desde 1583 hasta 1596 bajo el gobierno de la línea menor de Reuss, una rama de la Casa de Reuss.

## Historia
Reuss-Untergreiz I surgió de una partición del señorío de Reuss-Untergreiz, ocurrida en 1583, cuando Enrique II el Alto y su hermano Enrique V dividieron el señorío tras la muerte de su padre, Enrique XIV. A ambos estados se les dio el nombre de Untergreiz, y los historiadores añadieron los números de rango I y II respectivamente como distinción.
En 1596, el señorío de Reuss-Schleiz, que hasta entonces había sido administrada conjuntamente, fue dividida entre las ramas mayor, media y menor. Mediante esta división, Enrique II el Alto pasó a poseer el castillo de Burgk con las ciudades de Burghammer, Grochwitz y Möschlitz y los pueblos de Mönchgrün, Neundorf, Pahnstangen, Plothen y Röppisch. Al mismo tiempo, Enrique II vendió su señorío de Untergreiz por 39.000 florines a su hermano Enrique V de Reuss-Untergreiz II. A cambio de esto, Enrique II obtuvo el recién creado señorío de Reuss-Burgk. Esto hizo que Enrique V unificada Untergreiz.

## Gobernante
- Enrique II (1583-1596). Posteriormente señor de Reuss-Burgk.